# Samantha Womack
Samantha Zoe Janus-Womack (Brighton, 2 de noviembre de 1972) es una actriz británica, más conocida por haber interpretado a Mandy Wilkins en Game On y por haber interpretado Ronnie Mitchell en la serie británica EastEnders.

## Biografía
Samantha es hija de Diane y Noel Janus, su hermana menor se llama, Zoe Janus. Su padre dejó a la familia cuando Samantha apenas tenía tres años, poco después su madre se casó con un doctor y la familia se mudó a Edimburgo. En el 2009 tomó el apellido de su esposo como parte de su nombre artístico. El 23 de agosto de 2009 su padre a la edad de 60 años fue encontrado colgado en su departamento en Brighton donde vivía solo, las autoridades británicas creen que se suicidó.
Samantha es sobrina de Angie Best (exmodelo y conejita de Playboy), y es prima de Calum Best (personalidad de televisión).
Es muy buena amiga del actor Scott Maslen a quien conoce desde que eran adolescentes, Scott interpreta a Jack Branning, el esposo de Ronnie en EastEnders. Maslen es el padrino de los dos hijos de Samantha y ella es la madrina del hijo de Scott, Zak. También es muy buena amiga de la actriz Rita Simons, quien interpreta a su hermana Roxy Mitchell en la serie.
Después de mantener una larga relación con el italiano Mauro Mantovani, la pareja se casó en 1997, sin embargo se divorciaron en 1998.
En 1998, Samantha comenzó una aventura con el actor Mark Womack, mientras todavía estaba casada con Mauro. Ambos se conocieron mientras trabajaban en la serie Liverpool 1. Más tarde la pareja se casó el 16 de mayo de 2009, varios de los compañeros de Janus en EastEnders asistieron a la ceremonia.
La pareja tiene un hijo Benjamin Thomas Womack, quien nació en febrero de 2001 y una hija Lily-Rose Womack, quien nació en abril de 2005. Samantha es madrastra de Michael Womack, hijo de Mark y su exesposa Therese.

## Carrera
Representa al Reino Unido en el Festival de la Canción de Eurovisión 1991 que tuvo lugar en los estudios Cineccita de Roma.Obtuvo la décima posición con 47 puntos. Dicha edición fue ganada por Suecia con su cantante Karola y fue la misma en la que igualmente participó Sergio Dalma por España.
El 24 de julio de 2007 se unió al elenco de la exitosa serie británica EastEnders, donde interpretó a Ronnie Mitchell hasta el 7 de julio de 2011. Samantha regresó a la serie el 9 de septiembre de 2013 y su última aparición fue en enero de 2017. Anteriormente Samantha había aparecido en la serie donde interpretó el papel de la novia de Simon Wicks.

## Filmografía

### Series de televisión
| Año                      | Título                | Personaje       | Notas                                      |
| ------------------------ | --------------------- | --------------- | ------------------------------------------ |
| 2007 - 2011, 2013 - 2017 | EastEnders            | Ronnie Mitchell | 777 episodios                              |
| 2007                     | Wild at Heart         | Tessa           | episodio # 2.2                             |
| 2006                     | Where the Heart Is    | Marla           | episodio "Home Grown"                      |
| 2006                     | Home Again            | Ingrid          | 7 episodios                                |
| 2005                     | The Afternoon Play    | Emma Priestley  | episodio "The Hitch"                       |
| 2003                     | Strange               | Jude Atkins     | 6 episodios                                |
| 2002                     | Judge John Deed       | Mel Powell      | episodio "Everyone's Child"                |
| 1998                     | Babes in the Wood     | Ruth            | 7 episodios                                |
| 1998                     | Liverpool 1           | Isobel de Pauli | 6 episodios                                |
| 1998                     | Imogen's Face         | Imogen          | 3 episodios                                |
| 1995-1998                | Game-On               | Mandy Wilkins   | 18 episodios                               |
| 1996                     | Sharman               | Jane            | episodio # 1.1                             |
| 1995-1996                | Pie in the Sky        | Nicola          | 22 episodios                               |
| 1994                     | Minder                | Marian          | episodio "All Quiet on the West End Front" |
| 1993                     | Health and Efficiency | Charmaine       | episodio "But He Never Said He Loved Me"   |
| 1993                     | Demob                 | Hedda           | 6 episodios                                |
| 1992                     | The Bill              | Annie Carlisle  | episodio "Lip Service"                     |
| 1991                     | Press Gang            | Mesera          | episodio "Chance Is a Fine Thing"          |
| 1991                     | El C.I.D.             | Mesera          | episodio "All Grown Up and Nowhere to Go"  |
| 1990                     | Spatz                 | Toni Gordon     | 2 episodios                                |

### Películas
| Año  | Título                       | Personaje        | Notas                                                                                    |
| ---- | ---------------------------- | ---------------- | ---------------------------------------------------------------------------------------- |
| 2014 | Kingsman: The Secret Service | Michelle Unwin   |                                                                                          |
| 2013 | One Night in Istanbul        | Carmella Jones   | junto a Steven Waddington, Paul Barber, Lucien Laviscount e Ingvar Eggert Sigurðsson     |
| 2007 | Forgiven                     | Kate             | -                                                                                        |
| 2006 | Dead Man's Cards             | Kris             | junto a Gary Mavers                                                                      |
| 2004 | The Baby Juice Express       | Trixie           | junto a Lisa Faulkner                                                                    |
| 2004 | Short                        | Mujer Alta       | corto, junto a Rupert Procter                                                            |
| 2004 | Lighthouse Hill              | Jennifer         | -                                                                                        |
| 2002 | Strange                      | Jude Atkins      | junto a Richard Coyle, Ian Richardson, Peter Copley, Samuel Barnett y Alastair Mackenzie |
| 2000 | Cinderella                   | Cenicienta       | junto a Alexander Armstrong                                                              |
| 1998 | Up 'n' Under                 | Hazel Scott      | junto a Gary Olsen                                                                       |
| 1997 | Breeders                     | Louise           | junto a Todd Jensen                                                                      |
| 1997 | The Grimleys                 | Geraldine Titley | junto a Ryan Cartwright                                                                  |
| 1995 | Call up the Stars            | Zoe Gail         | -                                                                                        |
| 1993 | Mama's Back                  | Sharon Emmanuel  | junto a Joan Collins                                                                     |
| 1991 | A Murder of Quality          | Alice Lawry      | -                                                                                        |
| 1990 | Jekyll & Hyde                | Joven Margaret   | -                                                                                        |

### Teatro
| Año  | Obra                    | Personaje                      | Teatro            | Notas                                |
| ---- | ----------------------- | ------------------------------ | ----------------- | ------------------------------------ |
| 2011 | Sweet Charity (musical) | Enfermera Naval Nellie Forbush | Barbican Theatre  | -                                    |
| 2006 | Guys and Dolls          | Miss Adelaide                  | Picadilly Theatre | junto a Patrick Swayze y Don Johnson |
| 1993 | Grease                  | Sandy                          | -                 | -                                    |

## Premios y nominaciones
| Año  | Categoría                                       | Premio                        | Serie      | Resultado |
| ---- | ----------------------------------------------- | ----------------------------- | ---------- | --------- |
| 2017 | Best Exit (junto a Rita Simons)                 | Inside Soap Award             | EastEnders | Nominadas |
| 2010 | I'm a Survivor                                  | All About Soap Awards         | EastEnders | Nominada  |
| 2009 | Best Actress                                    | British Soap Awards           | EastEnders | Nominada  |
| 2008 | Fatal Attraction (junto a Scott Maslen)         | All About Soap Awards         | EastEnders | Nominados |
| 2008 | Best Newcomer                                   | Daily Star Soaper Star Awards | EastEnders | Ganadora  |
| 2008 | Best Onscreen Partnership (junto a Rita Simons) | Digital Soap Awards           | EastEnders | Ganadores |
| 2008 | Best Onscreen Partnership (junto a Rita Simons) | British Soap Awards           | EastEnders | Ganadores |